# Horst Drinda

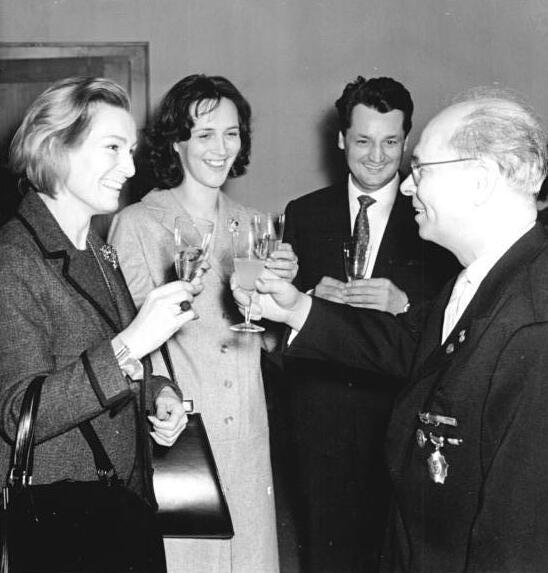
(Desde izq.) Inge Keller, Irma Münch, Horst Drinda y Alexander Abusch en 1962

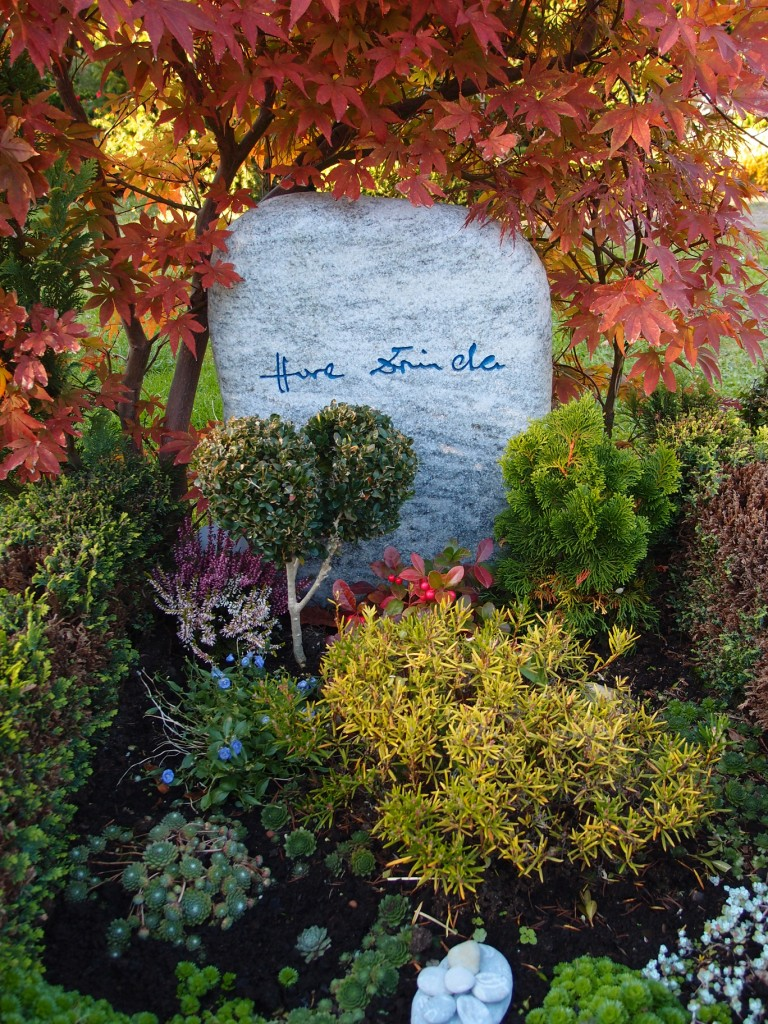
Tumba de Horst Drinda en el cementerio Pankow IV, Berlín

Horst Drinda (1 de mayo de 1927 - 21 de febrero de 2005) fue un actor y director de nacionalidad alemana.

## Biografía
Su nombre completo era Horst Eckart Drinda, y nació en Berlín, Alemania. Drinda completó una formación en cerrajería, empezando a estudiar para ser oficial técnico en la Wehrmacht, resultando herido en 1945 durante la Segunda Guerra Mundial. Por mediación de Gustav von Wangenheim fue admitido en la escuela de interpretación del Deutsches Theater de Berlín, donde trabajó entre 1946 y 1947, debutando con la obra Wir heißen euch hoffen, de Fritz Denger. En el estreno de los dramas de Gerhart Hauptmann Agamemnons Tod y Elektra, encarnó a Orestes. Drinda debutó en el cine en 1955 con Einmal ist keinmal, película dirigida por Konrad Wolf.
Además de trabajar para la Deutsche Film AG y para el Landestheater de Halle entre 1949 y 1950, Drinda formó parte del elenco del Deutschen Theater hasta 1970. Posteriormente fue miembro del conjunto de actores de Deutscher Fernsehfunk, empresa para la cual también trabajó como director. En los años 1963 y 1970 fue galardonado con el Premio Nacional de la RDA, y en 1976, 1977 y 1982 con el Premio de las Artes de la Federación Alemana de Sindicatos Libres.
Drinda alcanzó sobre todo una gran popularidad como Kapitän Hans Karsten en la serie televisiva Zur See. Tuvo un último papel en el año 2003, en el episodio Am Ende siegt die Liebe perteneciente a la serie de Mitteldeutscher Rundfunk In aller Freundschaft.
Horst Drinda sufrió en el año 2003 dos ictus, quedando paralizado a partir de entonces. El actor falleció en el año 2005 en Berlín. Fue enterrado en el  cementerio Pankow IV de esa ciudad.

## Filmografía
- 1948 : Und wieder 48, de Gustav von Wangenheim
- 1950 : Der Auftrag Höglers, de Gustav von Wangenheim
- 1950 : Semmelweis – Retter der Mütter, de Georg C. Klaren
- 1951 : Zugverkehr unregelmäßig, de Erich Freund
- 1954 : Gefährliche Fracht, de Gustav von Wangenheim
- 1955 : Einmal ist keinmal, de Konrad Wolf
- 1956 : Das tapfere Schneiderlein, de Helmut Spieß
- 1957 : Lissy, de Konrad Wolf
- 1958 : Sie kannten sich alle, de Richard Groschopp
- 1958 : Klotz am Bein, de Frank Vogel
- 1959 : Bevor der Blitz einschlägt, de Richard Groschopp
- 1960 : Spotkania w mroku, de Wanda Jakubowska
- 1961 : Die Liebe und der Co-Pilot, de Richard Groschopp
- 1961 : Das Kleid, de Konrad Petzold
- 1961 : Der Traum des Hauptmann Loy, de Kurt Maetzig
- 1962 : Das verhexte Fischerdorf, de Siegfried Hartmann
- 1963 : Der Dieb von San Marengo, de Günter Reisch
- 1965 : Die besten Jahre, de Günther Rücker
- 1966 : Die Reise nach Sundevit, de Heiner Carow
- 1966 : Er ging allein (telefilm), de Hans Joachim Hildebrandt
- 1966 : La indagación (telefilm)
- 1967 : Kleiner Mann – was nun? (telefilm), de Hans-Joachim Kasprzik
- 1968 : Der Mord, der nie verjährt
- 1976 : Begegnungen (miniserie TV), de Georg Leopold y Konrad Petzold
- 1968–1970 : Ich – Axel Cäsar Springer (serie TV), de Helmut Krätzig, Ingrid Sander y Achim Hübner
- 1970 : Kein Mann für Camp Detrick (telefilm), de Ingrid Sander
- 1971 : KLK an PTX – Die Rote Kapelle, de Horst E. Brandt
- 1973 : Polizeiruf 110 (serie TV), episodio Gesichter im Zwielicht, de Manfred Mosblech
- 1973 : Eva und Adam (serie TV), de Horst E. Brandt
- 1976 : Auf der Suche nach Gatt (telefilm), de Helmut Schiemann
- 1976 : Fernsehpitaval (serie TV), episodio Der Weg ins Nichts, de Hubert Hoelzke
- 1977 : Zur See (serie TV), de Wolfgang Luderer
- 1978 : Scharnhorst (miniserie TV), de Wolf-Dieter Panse
- 1979 : Plantagenstraße 19 (telefilm), de Helmut Krätzig
- 1979 : Der Staatsanwalt hat das Wort (serie TV, episodio Zur Feier des Tages, de Gerd Keil
- 1979 : Nachtspiele
- 1979 : Risiko (telefilm), de Helmut Krätzig,
- 1979 : Gelb ist nicht nur die Farbe der Sonne (telefilm), de Rainer Bär
- 1979 : Addio, piccola mia, de Lothar Warneke
- 1980 : Der Direktor (telefilm), de Helmut Krätzig
- 1980 : Unser Mann ist König (miniserie TV), de Hubert Hoelzke
- 1980 : Anamnese (telefilm), de Rainer Bär
- 1981 : Berühmte Ärzte der Charité: Der kleine Doktor (telefilm), de Ursula Bonhoff
- 1981 : Kabale und Liebe (telefilm), de Piet Drescher
- 1982 : Berühmte Ärzte der Charité: Arzt in Uniform (telefilm), de Wolf-Dieter Panse
- 1982 : Der Teufelskreis (telefilm), codirigido con Klaus Grabowsky
- 1984 : Mein lieber Onkel Hans (telefilm), de Dagmar Wittmers
- 1986 : Aus dem bürgerlichen Heldenleben: Der Snob (telefilm, también director)
- 1989 : Rita von Falkenhain (serie TV), de Peter Hill
- 1989 : Die gläserne Fackel (miniserie TV), de Joachim Kunert
- 1990 : Polizeiruf 110 (serie TV), episodio Falscher Jasmin, de Manfred Mosblech
- 1991 : Aerolina (serie TV), de Günter Stahnke
- 1995 : Verliebte Feinde (telefilm), de Bernd Böhlich
- 1996 : Männerpension, de Detlev Buck
- 1996 : Der rote Tod (telefilm), de Rainer Bär
- 1998 : Leinen los für MS Königstein (serie TV), de Frank Strecker y Hans Werner
- 1999 : St. Angela (serie TV)
- 2003 : In aller Freundschaft (serie TV), episodio Am Ende siegt die Liebe

## Teatro
- 1950 : Carl Sternheim: 1913, dirección de Günther Haenel (Deutsches Theater Berlin)
- 1951 : Alfred Kantorowicz: Die Verbündeten, dirección de Wolfgang Heinz (Deutsches Theater Berlin)
- 1951 : Johann Wolfgang von Goethe: Egmont, dirección de Wolfgang Langhoff (Deutsches Theater Berlin)
- 1952 : Máximo Gorki: Jegor Bulytschow und die Anderen, dirección de Hans Jungbauer (Deutsches Theater Berlin)
- 1952 : Friedrich Schiller: Don Carlos, dirección de Wolfgang Langhoff (Deutsches Theater Berlin)
- 1953 : Konstantin Issajew/Alexander Galich: Fernamt …Bitte melden, dirección de Rudolf Wessely (Deutsches Theater Berlin)
- 1953 : Harald Hauser: Prozeß Wedding, dirección de Wolfgang Langhoff (Deutsches Theater Berlin)
- 1955 : Johann Wolfgang von Goethe: Fausto, dirección de Wolfgang Langhoff (Deutsches Theater Berlin)
- 1956 : Hermann Bahr: Das Konzert, dirección de Robert Meyn (Deutsches Theater Berlin)
- 1956 : Oscar Wilde: La importancia de llamarse Ernesto, dirección de Herwart Grosse (Deutsches Theater Berlin)
- 1957 : Jean Giraudoux: Amphytrion 38, dirección de Rudolf Wessely (Deutsches Theater Berlin)
- 1959 : Friedrich Schiller: Wallenstein, dirección de Karl Paryla (Deutsches Theater Berlin)
- 1960 : Peter Karvaš: Mitternachtsmesse, dirección de Ernst Kahler (Deutsches Theater Berlin)
- 1961 : Günter Weisenborn Die Illegalen, dirección de Ernst Kahler/Horst Drinda (Deutsches Theater Berlin)
- 1962 : Friedrich Schiller: Wilhelm Tell, dirección de Wolfgang Langhoff (Deutsches Theater Berlin)
- 1962 : Oldřich Daněk: Die Heirat des Heiratschwindlers, dirección de Horst Drinda (Deutsches Theater Berlin)
- 1962 : George Bernard Shaw: Haus Herzenstod, dirección de Wolfgang Heinz (Deutsches Theater Berlin)
- 1963 : Johann Wolfgang von Goethe: Iphigenie auf Tauris, dirección de Wolfgang Langhoff (Deutsches Theater Berlin)
- 1963 : Carl Sternheim: Der Snob, dirección de Fritz Bornemann (Deutsches Theater Berlin)
- 1964 : Horia Lovinescu: Fieber, dirección de Gotthard Müller  (Deutsches Theater Berlin)
- 1965 : Yevgueni Shvarts: Der Drache, dirección de Benno Besson (Deutsches Theater Berlin)
- 1967 : Máximo Gorki: Feinde, dirección de Wolfgang Heinz (Deutsches Theater Berlin)
- 1967 : Rolf Schneider: Prozeß in Nürnberg, dirección de Wolfgang Heinz (Deutsches Theater Berlin)

## Radio
- 1951 : Karl Georg Egel: Das Lied von Helgoland, dirección de Gottfried Herrmann (Berliner Rundfunk)
- 1953 : Friedrich Wolf: Krassin rettet Italia, dirección de Joachim Witte (Berliner Rundfunk)
- 1954 : Wladimir Poljakow: Liebe, Medizin und eine kleine Wohnung, dirección de Richard Hilgert (Rundfunk der DDR)
- 1955 : Zdzislaw Skowronski/ Josef Slotwinski: Der Geburtstag des Direktors, dirección de Helmut Hellstorff (Rundfunk der DDR)
- 1955 : Molière: Tartufo, dirección de Werner Wieland (Rundfunk der DDR)
- 1956 : Robert Ardrey: Leuchtfeuer, dirección de Gerhard Rentzsch (Rundfunk der DDR)
- 1956 : William Shakespeare: Hamlet, dirección de Martin Flörchinger (Rundfunk der DDR)
- 1956 : Jan Rheinsperger: Die letzte Nacht, dirección de Theodor Popp (Rundfunk der DDR)
- 1958 : Pavel Kohout: So eine Liebe, dirección de Erich-Alexander Winds (Rundfunk der DDR)
- 1962 : Gerhard Rentzsch: Nachtzug, dirección de Edgar Kaufmann (Rundfunk der DDR)
- 1965 : Jean Bruller: Zoo oder Der menschenfreundliche Mörder, dirección de Edgar Kaufmann (Rundfunk der DDR)
- 1970 : Wolfgang Kohlhaase: Ein Trompeter kommt, dirección de Fritz-Ernst Fechner (Rundfunk der DDR)
- 1975 : Gerhard Rentzsch: Der Nachlaß, dirección de Joachim Staritz (Rundfunk der DDR)
- 1989 : Franz Pocci: Die Zaubergeige, dirección de Norbert Speer (Rundfunk der DDR)

## Premios
- 1959 : Premio de las Artes de la RDA
- 1963 : Premio Nacional de la RDA
- 1970 : Premio Nacional de la RDA categoría III colectivo por Ich – Axel Cäsar Springer
- 1971 : Premio de las Artes de la RDA por KLK an PTX – Die Rote Kapelle, con Irma Münch y Klaus Piontek
- 1971 : Premio colectivo de las Artes de la Federación Alemana de Sindicatos Libres por KLK an PTX – Die Rote Kapelle
- 1976 : Premio colectivo de las Artes de la Federación Alemana de Sindicatos Libres por Auf der Suche nach Gatt
- 1977 : Premio colectivo de las Artes de la Federación Alemana de Sindicatos Libres por Zur See
- 1982 : Premio de las Artes de la Federación Alemana de Sindicatos Libres
- 1987 : Premio de las Artes de la RDA Categoría I